# Podchoinki (Przeuszyn)
Podchoinki – część wsi Przeuszyn w Polsce, położona w województwie świętokrzyskim, w powiecie ostrowieckim, w gminie Ćmielów.
W latach 1975–1998 Podchoinki należały administracyjnie do województwa tarnobrzeskiego.